# Olajsárga fapereszke
Az olajsárga fapereszke (Tricholomopsis decora) a pereszkefélék családjába tartozó, Eurázsiában és Észak-Amerikában honos, fenyvesekben élő, nem ehető gombafaj. 

## Megjelenése
Az olajsárga fapereszke kalapja 2-8 cm széles, alakja domború, idősebben széles domború, esetleg lapos; néha középen kissé bemélyedő. Széle fiatalon behajló, idősen hullámos. Színe olajsárga, aranysárga, felületét - főleg középen - olívbarnás vagy feketés apró pikkelykék fedik. 
Húsa sárgás, halványsárgás. Íze és szaga nem jellegzetes. 
Sűrű lemezei tönkhöz nőttek. Színük sárga. 
Tönkje 2-8 cm magas és 0,5-1 cm vastag. Alakja nagyjából egyenletesen hengeres, belül üreges. Színe halványsárga, felszíne csupasz. 
Spórapora fehér. Spórája nagyjából elliptikus, sima, mérete 6-7,5 x 4,5-5 µm. 

### Hasonló fajok
A bársonyos fapereszke nagyobb és inkább bíborvörös színű. 

## Elterjedése és termőhelye
Eurázsiában és Észak-Amerikában honos. Magyarországon ritka.
Fenyőerdőkben él, a korhadó fatörzsek, tuskók (főleg lucfenyőét) anyagát bontja. Augusztustól októberig terem.  
Nem mérgező, de gasztronómiai értéke nincs.  

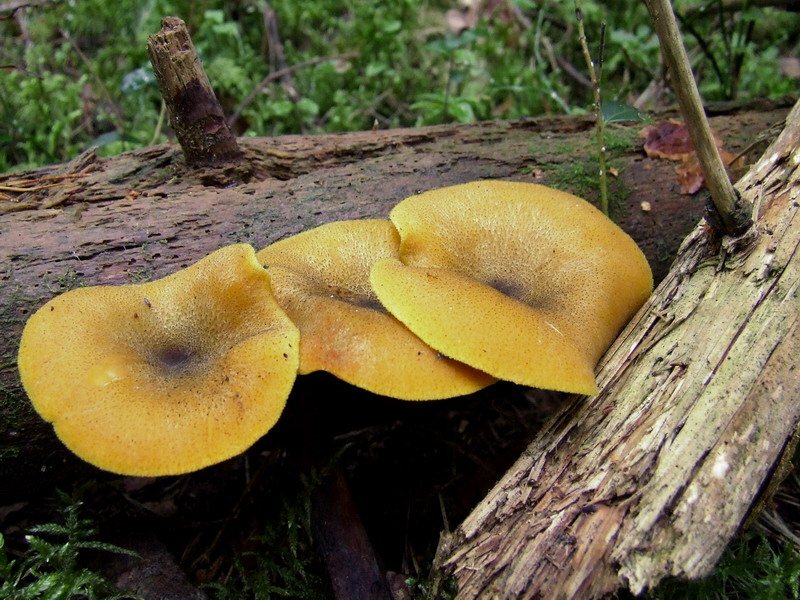
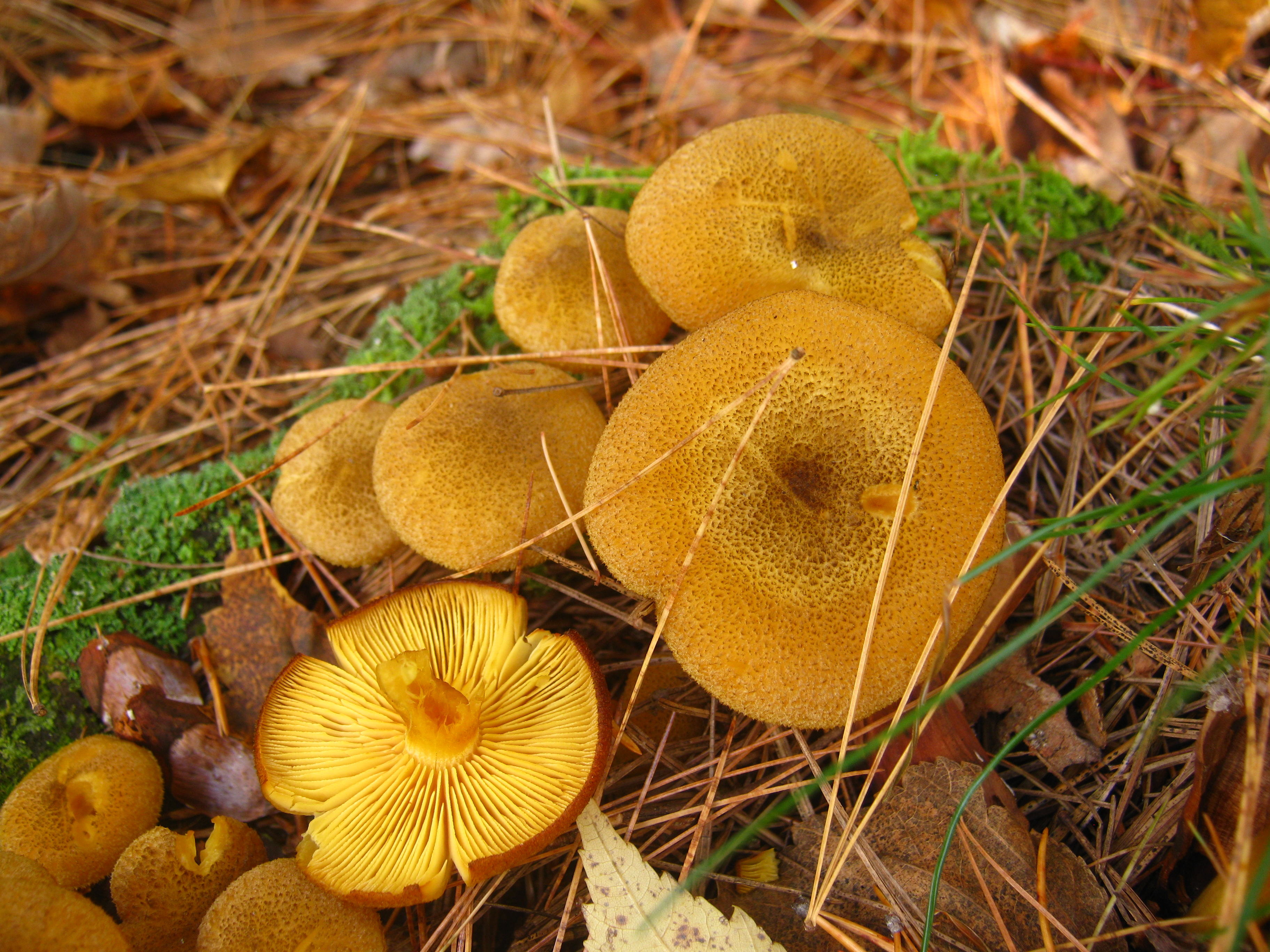
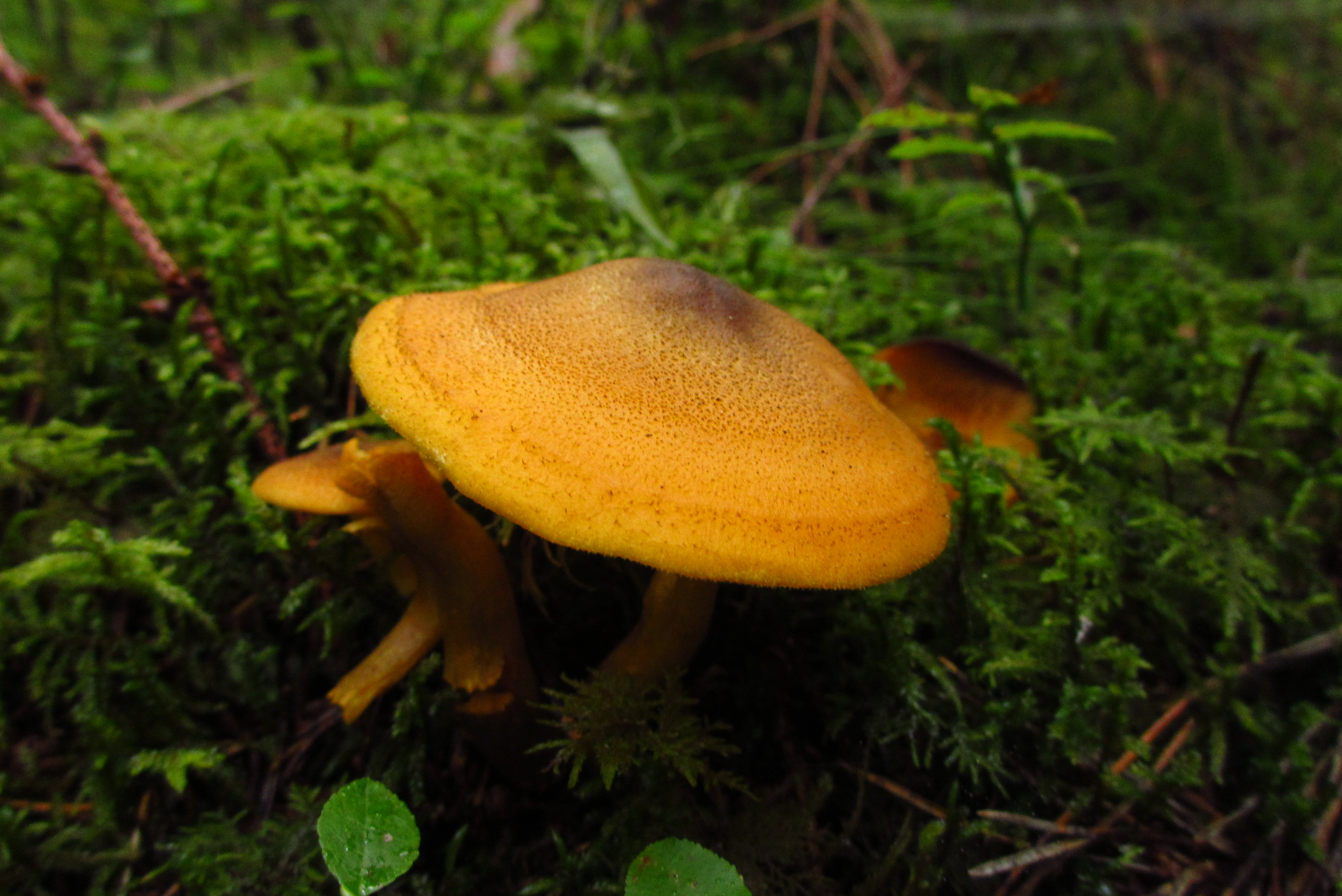
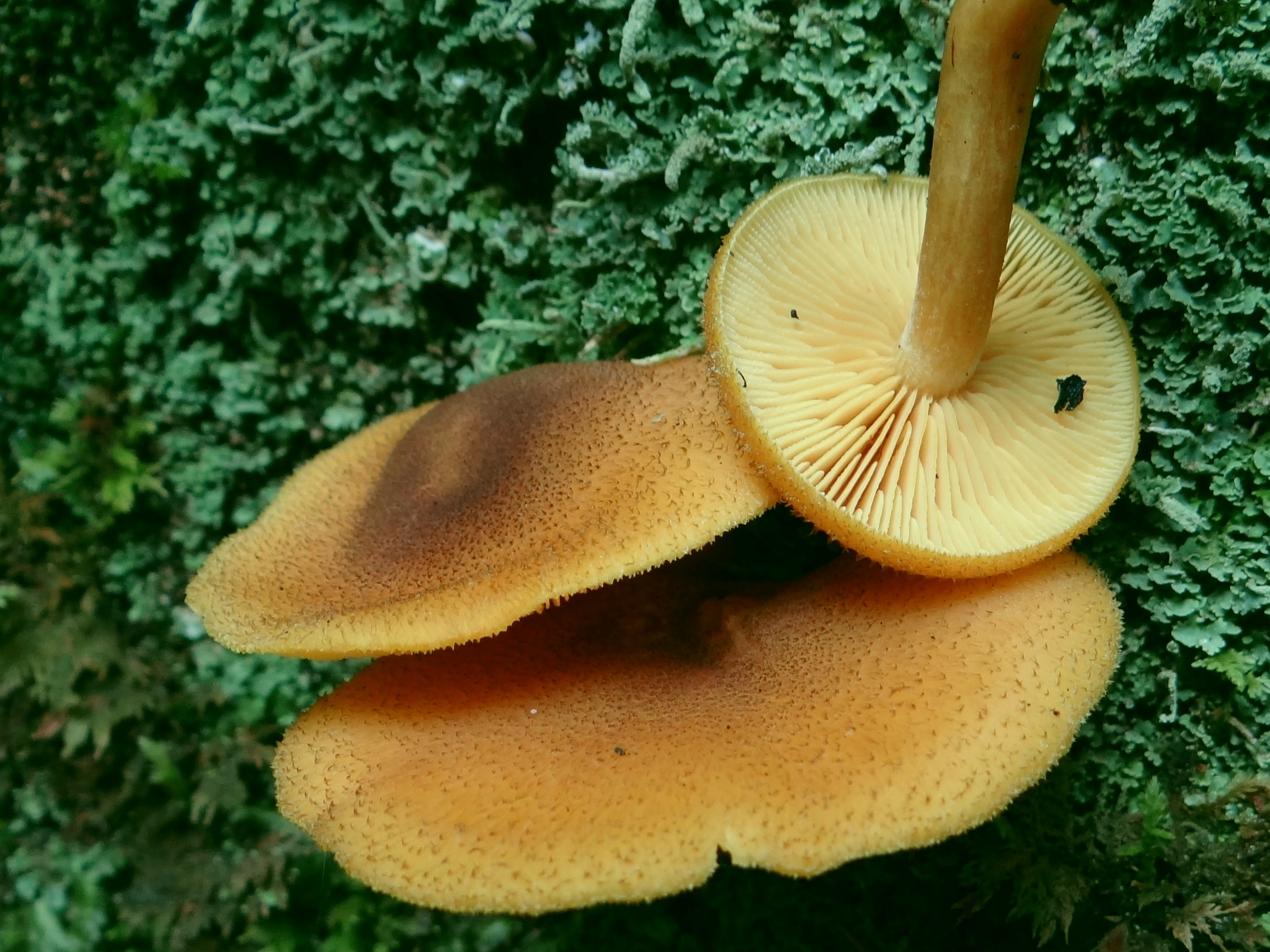
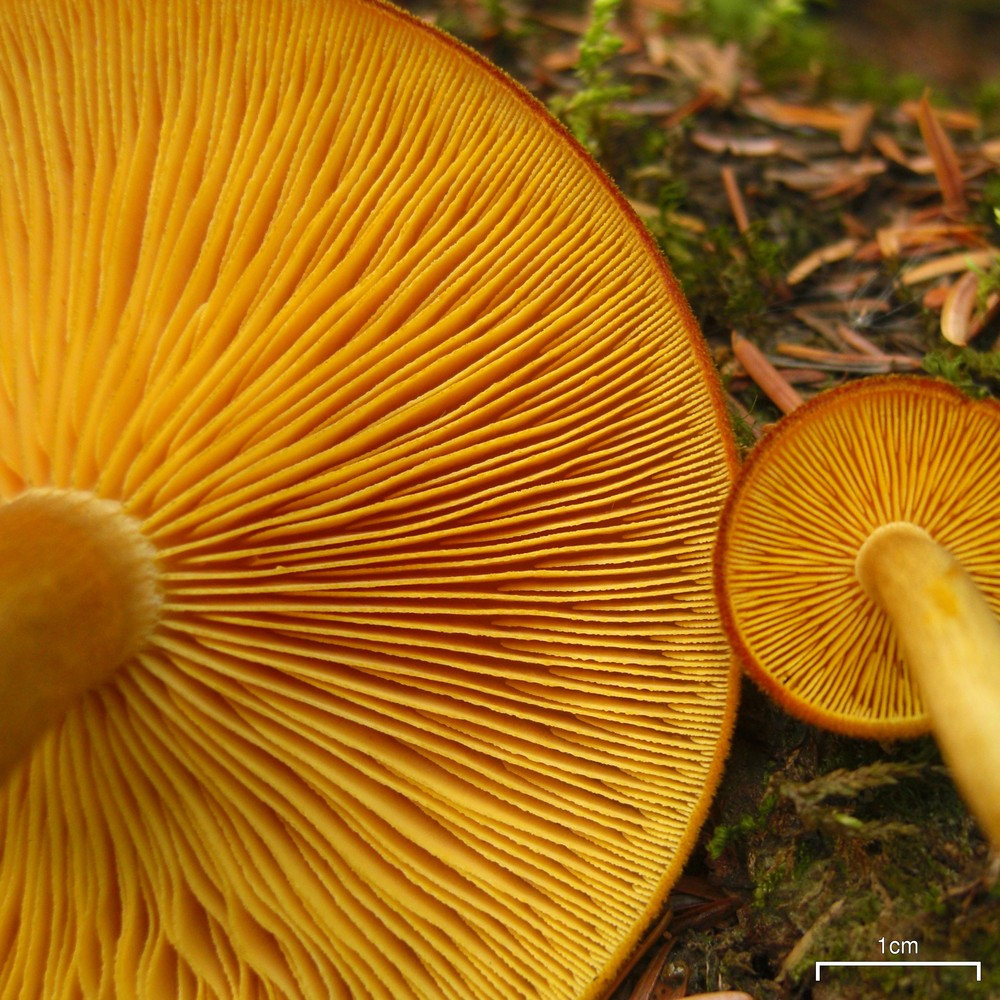